# Yancy Butler
Yancy Victoria Butler (2 de julio de 1970) es una actriz estadounidense. Es conocida por sus papeles como Natasha Binder en la película Hard Target de 1993, Jess Crossman en Salto al peligro y la detective Sara Pezzini en la serie dramática sobrenatural de TNT Witchblade.

## Primeros años
Yancy Victoria Butler nació en Greenwich Village en Manhattan, hija de Leslie Vega, gerente de una compañía de teatro, y Joe Butler, baterista de un grupo de rock de los años 1960 llamado The Lovin' Spoonful.

## Carrera
El primer papel importante de Butler fue en la serie de televisión Mann & Machine en 1992, en la que interpretaba a una policía androide que se asocia con un detective humano. La serie se encuentra en Los Ángeles en un futuro próximo. La serie fue cocreada por Dick Wolf. Un año más tarde, protagonizó su segunda serie, South Beach, en la que interpretaba a una estafadora que hizo un trato con el gobierno federal; a cambio de su limpieza de su registro de antecedentes penales.
La primera aparición en el cine de Butler fue un pequeño papel de apoyo en la película de 1979 Savage Weekend (Fin de semana salvaje). Su siguiente aparición en el cine fue un papel estelar en la película de 1993 de John Woo Hard Target. Luego protagonizó la película de 1994 Drop Zone. En 1995, interpretó a Corinne una bailarina en la película Let It Be Me. Butler apareció en la serie de televisión Brooklyn South interpretando a Anne-Marie Kersey, una mujer policía de Brooklyn: la serie duró una temporada (1997-1998).
Butler protagonizó la película para televisión Witchblade (2000) y la serie de televisión posterior, adaptada del cómic en curso con el mismo título; la serie funcionó durante dos temporadas en la red Turner Network Television (TNT) para un total de 23 episodios. La serie tiene un seguimiento de culto, y se clasificó séptima en el Top 10 de Dramas cable básico para 2002. La cancelación del show se anunció después de la segunda temporada en septiembre de 2002.
En 2005, protagonizó la película Bloodlines. En 2006, protagonizó la película Striking Range. En 2007, apareció en 13 episodios de la telenovela As The World Turns, como Ava Jenkins. Fue confirmada para aparecer en Tales of an Ancient Empire (Cuentos de un antiguo imperio), luego en The Sword and the Sorcerer (La espada y el hechicero). El 24 de enero de 2012, Tales of an Ancient Empire fue lanzado en DVD. Butler, sin embargo, no aparece en la película. Apareció en un pequeño papel en otra adaptación de un cómic, la versión cinematográfica de Kick-Ass.

## Vida personal

### Abuso de sustancias y problemas legales
El 2 de enero de 2003, Butler fue arrestada después de entrar en una pelea con su padre, Joe Butler, en casa de su tío en Long Island. Fue acusada de desacato criminal por violar una orden de protección y dos cargos de acoso. Posteriormente completó una temporada en rehabilitación y asistió a sesiones de asesoramiento.
14 meses después de la cancelación de la serie Witchblade, en noviembre de 2003, Butler fue puesta bajo custodia en Delray, Florida, por intoxicación desordenada y fue condenada a un programa de tratamiento de abuso de sustancias. Butler dijo a la policía que ella era una alcohólica que estaba en la medicación, según un informe de la Policía de Delray Beach. Al principio, ella dijo que había sido expulsada de un centro de rehabilitación, pero más tarde dijo que estaba todavía en uno, según el informe.
El 13 de marzo de 2007, Butler fue acusada de conducir bajo los efectos de sustancias psicoactivas y conducir por el carril equivocado después de estrellarse en su Saab 900 contra una barandilla de alambre en Sharon, Connecticut. La actriz fue puesta en libertad bajo una fianza de 500 dólares y se le ordenó comparecer en Tribunal Superior de Bantam el 26 de marzo de 2007.
El 28 de marzo de 2007, el juez del Tribunal Superior de Bantam, Richard Marano, emitió una nueva orden de detención a Butler porque esta no había aparecido en las dos fechas que se habían establecido en la corte. El juez extendió la fecha para que Butler se presentara hasta el 2 de abril para darle una oportunidad de explicar por qué no se había presentado.
Dos días antes de que cometiera dicho delito Butler supuestamente llamó a la policía tras una pelea con su novio, Earl Ward, de 53 años de edad, los agentes informaron de testigos que había dicho que Butler estaba borracha quejándose de Ward, quien se negó a entregar las llaves del coche. Ward, más tarde dijo a la policía que Butler había estado inhalando cocaína y bebiendo licor en el transcurso del fin de semana.

### Denuncia por acoso
El 2 de febrero de 2007, su exnovio fue procesado en Litchfield (Connecticut) por cargos derivados de una queja de acoso presentada por Butler. El 27 de septiembre de 2007, su exnovio no refutó en el Tribunal Superior de Bantam un cargo de alteración del orden público y se le ordenó pagar una multa de 50 dólares.

## Filmografía

### Películas
| Año  | Película                          | Papel                               |
| ---- | --------------------------------- | ----------------------------------- |
| 1979 | Savage Weekend                    | chiquilla                           |
| 1993 | Hard Target                       | Natasha Binder                      |
| 1993 | The Hit List                      | Jordan Henning                      |
| 1994 | Drop Zone                         | Jessie Crossman                     |
| 1995 | Let It Be Me                      | Corinne                             |
| 1996 | Fast Money                        | Francesca March                     |
| 1997 | Ravager                           | Avedon Hammond                      |
| 1997 | The Ex                            | Deidre Kenyon                       |
| 1997 | Annie's Garden                    | Lisa Miller                         |
| 1999 | The Witness Files                 | Sandy Dickinson                     |
| 2000 | Doomsday Man                      | Capitana Kate Roebuck               |
| 2004 | The Last Letter                   | Ms. Toney / Alicia Cromwell         |
| 2006 | Basilisk: The Serpent King        | Hannah Carmelina Santorini Frankman |
| 2006 | Striking Range                    | Emily Johanson                      |
| 2006 | Double Cross                      | Kathy Swanson                       |
| 2008 | Vote and Die: Liszt for President | Ann Barklely                        |
| 2009 | Wolvesbayne                       | Lillith                             |
| 2010 | Lake Placid 3                     | Reba Butler                         |
| 2010 | Kick-Ass                          | Angie D'Amico                       |
| 2011 | La Furia del Yeti                 | Villers                             |
| 2012 | Lake Placid: The Final Chapter    | Reba Butler                         |
| 2013 | Kick-Ass 2                        | Angie D'Amico                       |

### Televisión
| Año       | Programa                 | Papel                    | Notas        |
| --------- | ------------------------ | ------------------------ | ------------ |
| 1992      | Mann & Machine           | Sargento Eve Edison      |              |
| 1993      | South Beach              | Kate Patrick             | 7 episodios  |
| 1997–1998 | Brooklyn South           | Agente Anne-Marie Kersey |              |
| 2001–2002 | Witchblade               | Detective Sara Pezzini   |              |
| 2007      | As the World Turns       | Ava Jenkins              | 13 episodios |
| 2010      | The Mentalist            | Tía Jodie                | 1 episodio   |
| 2015      | Lake Placid vs. Anaconda | Sheriff Reba             |              |

## Premios
El 10 de junio de 2002, Butler ganó un Premio Saturn a la Mejor Actriz en una Serie de Televisión, en la 29th ceremonia Anual de entrega de premios en la Academia de Ciencia Ficción, Fantasía y Horror Films, por su interpretación en Witchblade.